# Irina Nikolajewna Timofejewa
Irina Nikolajewna Timofejewa (russisch Ирина Николаевна Тимофеева, engl. Transkription Irina Timofeyeva; * 5. April 1970) ist eine russische Langstreckenläuferin, die sich auf den Marathon spezialisiert hat.
1996 wurde sie Russische Marathonmeisterin in 2:37:56 h. Bei den Leichtathletik-Weltmeisterschaften 1997 belegte sie den 41. Platz.
1999 wurde sie Zweite beim Paris-Marathon in 2:27:46 h und 2000 Dritte beim Chicago-Marathon in 2:29:13 h.
Im Jahr darauf wurde sie Sechste beim Boston-Marathon, Elfte bei den Weltmeisterschaften 2001 und wurde in 2:25:39 h Zweite beim Tokyo International Women’s Marathon.
Bei den Leichtathletik-Europameisterschaften 2002 kam sie auf den 13. Platz. Im selben Jahr wurde sie Dritte in Tokio mit 2:26:45 h, bei den Weltmeisterschaften 2003 kam sie allerdings über Platz 40 nicht hinaus.
2004 wurde sie Siebte bei den Halbmarathon-Weltmeisterschaften und Vierte beim Prag-Marathon. 2005 gewann sie die Premiere des Delhi-Halbmarathons sowie den Singapur-Marathon und 2006 den Paris-Marathon in 2:27:22 h.
2007 wurde sie Vierte beim Berlin-Marathon in 2:26:54 h, und 2008 stellte sie beim Hamburg-Marathon mit 2:24:14 h nicht nur einen Streckenrekord, sondern auch eine persönliche Bestzeit auf.
Irina Timofejewa ist 1,64 m groß, wiegt 48 kg und stammt aus Tscheboksary. Sie ist verheiratet und Mutter eines Sohnes. Ihre Schwester Lidija Grigorjewa ist ebenfalls als Marathonläuferin erfolgreich.